# David Mallet
David Mallet (West Horsley, Surrey, 17 de dezembro de 1945) é um diretor de vídeo britânico.
Mallet é conhecido por ter dirigido clipes e shows de clássicos da música nos anos 70 e 80, tendo produzido obras de vários artistas, como David Bowie, Queen, Pink Floyd, Rush, AC/DC e muitos outros.

## Videografia

### Videoclipes
Como diretor de vídeo:
- Queen: "Bicycle Race" (1978)
- Blondie: "Hanging on the Telephone" (1978)
- Boomtown Rats: "Rat Trap" (1979)
- David Bowie: "Boys Keep Swinging" (1979)
- David Bowie: "DJ" (1979)
- David Bowie: "Look Back in Anger" (1979)
- Peter Gabriel: "Games Without Frontiers" (1980)
- David Bowie: "Ashes to Ashes" (1980; também dirigido por David Bowie)
- David Bowie: "Fashion" (1980)
- Boomtown Rats "I Don't Like Mondays" (1980)
- Queen e David Bowie: "Under Pressure" (1981)
- David Bowie: "Wild Is the Wind" (1981)
- Def Leppard: "Photograph" (1982)
- Def Leppard: "Rock of Ages" (1982)
- Billy Idol: "White Wedding" (1982)
- Def Leppard: "Foolin'" (1983)
- David Bowie: "Let's Dance" (1983; também dirigido por David Bowie)
- David Bowie: "China Girl" (1983; também dirigido por David Bowie)
- Tina Turner: "Let's Stay Together" (1983)
- Queen: "Radio Ga Ga" (1984; filmado em 1983)
- Def Leppard: "Bringin' on the Heartbreak" (1984)
- Rush: "Distant Early Warning" (1984)
- Def Leppard: "Me and My Wine" (1984)
- Scorpions: "Rock You Like a Hurricane" (1984)
- Queen: "I Want to Break Free" (1984)
- Queen: "Hammer to Fall" (1984)
- David Bowie: "Loving the Alien" (1984; directed with David Bowie)
- Billy Idol: "Eyes Without a Face" (1984)
- Billy Idol: "Catch My Fall" (1984)
- Kool and the Gang: "Fresh" (1984)
- Culture Club: "Mistake No.3" (1984)
- Freddie Mercury: "I Was Born to Love You" (1985)
- Freddie Mercury: "Made in Heaven" (1985)
- David Bowie and Mick Jagger: "Dancing in the Street" (1985)
- Kiss: "Tears Are Falling" (1985)
- Queen: "Who Wants to Live Forever" (1986)
- AC/DC: "You Shook Me All Night Long" (1986)
- AC/DC: "Who Made Who" (1986)
- AC/DC: "Heatseeker" (1987)
- Freddie Mercury: "The Great Pretender" (1987)
- Freddie Mercury and Montserrat Caballé: "Barcelona" (1987)
- Queen: "I Want It All" (1989)
- AC/DC: "Thunderstruck" (1990)
- AC/DC: "Moneytalks" (1990)
- AC/DC: "Are You Ready" (1991)
- AC/DC: "Dirty Deeds Done Dirt Cheap" (1991)
- AC/DC: "Highway to Hell" (1991)
- Erasure: "Chorus" (1991)
- Erasure: "Love to Hate You" (1991)
- INXS: "Shining Star" (1991)
- AC/DC: "Big Gun" (1993)
- Roger Taylor: "Nazis 1994" (1994)
- AC/DC: "Hard as a Rock" (1995)
- AC/DC: "Cover You in Oil" (1995)
- AC/DC: "Hail Caesar" (1995)
- David Bowie: "Hallo Spaceboy" (1996)
- Janet Jackson: "You" (1998)
- Scorpions: "To Be No. 1" (1999)
- AC/DC: "Rock 'N Roll Train" (2008)
- AC/DC: "Anything Goes" (2009)
- AC/DC: "Shoot to Thrill" (2010)
- Joan Jett: "Bad Reputation"
- Joan Jett: "Crimson and Clover"
- Joan Jett: "Fake Friends"
- Joan Jett: "French Song"
- Joan Jett: "Do You Wanna Touch Me (Oh Yeah)"
- Joan Jett: "Everyday People"
- Joan Jett: "I Love Your Love Me Love"
- Sheila : "Little Darlin'"
- Sheila : "Put it in writing"

### Longa-metragens
- Blondie: Eat to the Beat (1980)
- Jethro Tull: Slipstream (1981; filmado em 1980)
- Asia: Asia in Asia (1984; filmed 1983)
- David Bowie: Serious Moonlight (1984/2006; filmado em 1983)
- Rush: Grace Under Pressure Live (1986/2006; filmado em 1984)
- Tina Turner: Break Every Rule (1986; ao vivo)
- Tina Turner: Nice N Rough (1982; ao vivo)
- Tina Turner: Wildest Dreams Live in Amsterdam (1996; ao vivo)
- Tina Turner: Tina Live! (2009; ao vivo)
- David Bowie: Glass Spider (1988/2007; filmado em 1987)
- Madonna: Blond Ambition World Tour Live (1990)
- INXS: Live Baby Live (1991)
- AC/DC: Live at Donington (1992/2003/2007; filmado em 1991)
- Erasure: The Tank, the Swan and the Balloon  (1993; filmado em 1992)
- Queen+: The Freddie Mercury Tribute Concert (1993/2002; filmado em 1992)
- U2: Zoo TV: Live from Sydney (1994/2006; filmado em 1993)
- Pink Floyd: Pulse (1995/2006; filmado em 1994)
- The Rolling Stones: Voodoo Lounge (1995; filmado em 1994)
- AC/DC: No Bull (1996/2008; filmado em 1996)
- Sarah Brightman: Sarah Brightman: In Concert (1997)
- U2: PopMart: Live from Mexico City (1998/2007; filmado em 1997)
- Phil Collins: Live and Loose in Paris (1998; filmado em 1997)
- Cirque du Soleil: Quidam (1999)
- Luis Miguel: Vivo (2000)
- Sarah Brightman: La Luna Live in Concert (2000; filmado em 2000)
- Cirque du Soleil: Dralion (2001)
- David Gilmour: David Gilmour in Concert (2002)
- Sarah Brightman: The Harem World Tour Live From Las Vegas (2004; filmado em 2004)
- Queen + Paul Rodgers: Return of the Champions (2005)
- Cirque du Soleil: La Nouba (2005)
- David Gilmour: Remember That Night (2007; filmed 2006)
- Michael Flatley: Lord of the Dance (2007, filmado em 1996)
- Elton John: Elton 60 - Live at Madison Square Garden (2007; filmado em 2007)
- Genesis: When in Rome 2007 (2008; filmado em 2007)
- Michael Flatley: Feet of Flames (2007, filmado em 1998)
- Queen + Paul Rodgers: Live in Ukraine (2009, filmado em 2008)
- Cher: Do You Believe? Tour
- Barry Manilow: Music and Passion
- Michael Flatley: Celtic Tiger Live (2007, show filmed in 2005)
- Cirque du Soleil: Delirium (2008)
- AC/DC: Live at River Plate (Black Ice Tour) (2011, show filmed in 2009)